# عشق‌آباد
عشق‌آباد (اَشک آباد) (ترکمنی: Aşgabat şäheri، آشغابات شأهری) پایتخت کشور ترکمنستان است. این شهر در پایه کوه کوپه داغ در بیابان قره قوم و در نزدیکی مرز این کشور با ایران واقع شده‌است. این شهر در عین اینکه در ولایت آخال واقع شده، اما از این ولایت مستقل بوده و قانوناً یک شهر هم‌درجهٔ ولایت است.
اشک آباد سال‌ها پایتخت پادشاهی ایرانی اشکانیان بوده است. 
عشق‌آباد در سال ۱۸۸۱ میلادی (۱۲۶۰ گاه‌شماری هجری خورشیدی) توسط نیروهای روسیه تصرف گردید.

## ریشهٔ نام
این شهر در نزدیکی پایتخت باستانی اشکانیان (شهر نسا) قرار دارد. نام عشق‌آباد در قدیم «اَشک‌آباد» (aşkāpāt) بوده‌است و آن را برگرفته از نام ایرانی و اوستایی «اشک یکم» (سردودمان سلسله اشکانیان) به همراه واژه فارسی عِشق (از ریشهٔ کلمهٔ اوستائی ایشکا است.[۷]واژهٔ «آباد» ریشهٔ کلمه آپاد در فارسی باستان هست.

## تاریخچه
عشق‌آباد در سال ۱۸۱۸ تنها روستای کوچک جهت استراحت کاروانیان جاده ابریشم بوده که در نزدیکی شهر باستانی نسا قرار داشته‌است. شهر نِسا زمانی یکی از پایگاه های اشکانیان بوده که در حمله مغول کاملاً ویران شده‌است. آثار این شهر در نزدیکی عشق‌آباد کشف شده‌است. در حال حاضر این گونه پنداشته شده‌است که عشق‌آباد بر روی خرابه‌های شهر باستانی نِسا بنا گردیده‌است.
در سال ۱۸۸۱ روسیه یک پایگاه نظامی به منظور پشتیبانی حمل و نقل ریلی (قطار سراسری) که از دریای خزر شروع و در کشورهای قزاقستان و ازبکستان عبور می‌کرد در آن منطقه احداث نمود.
در سال ۱۹۱۹ اولین معبد بهاییان در عشق‌آباد تأسیس و لزوماً تا سال ۱۹۳۸م یکی از آثار هنری عشق‌آباد به‌شمار می‌رفت که در سال ۱۹۶۳ توسط شوروی تخریب و ویران گردید.
در سال ۱۹۱۹ این شهر به افتخار پاول پولتوراتسکی انقلابی بلشویک به پولتوراتسک تغییر نام داد، اما در سال ۱۹۲۷ دوباره به نام اصلی‌اش عشق‌آباد بازگشت.
در سال ۱۹۲۴ عشق‌آباد رسماً پایتخت ترکمنستان شوروی شد. در سال ۱۹۴۸ میلادی زمین‌لرزهٔ ویرانگری این شهر را تخریب کرد که سپس بازسازی گردید.
در سال ۱۹۶۲ طرح کانال قره قوم که در نوع خود طولانی‌ترین کانال جهان به طول ۶۰۰ کیلومتر بود و قره قوم را به آمودریا متصل می‌نمود، شروع شد.
در سال ۲۰۱۳، عشق آباد بخاطر تمرکز بلندترین ساختمان‌های سنگ مرمر جهان در کتاب رکوردهای جهانی گینس قرار گرفت.

## جغرافیا
جمعیت این شهر در سال ۲۰۱۲ میلادی ۱٬۰۳۲٬۰۰۰ نفر بود. ارتفاع عشق‌آباد از سطح دریا ۲۱۴ تا ۲۴۰ متر است.
عشق‌آباد در جنوب ترکمنستان، در دشت توران، و در ۲۵ کیلومتری شمال مرز ایران واقع شده‌است. این شهر در وادی آخال-تکه در دشت کوه‌پایه‌ای کوهستان کپه‌داغ قرار دارد. کوه‌های کپه‌داغ از سمت جنوب به شهر نزدیک می‌شوند و بیابان قره‌قوم نیز از سمت شمال تا نزدیکی‌های شهر می‌آید. در سال ۱۹۶۲ کانال آبیاری قره‌قوم به عشق‌آباد رسید.
شهر شیروان در استان خراسان شمالی نزدیک‌ترین شهر ایران به عشق‌آباد است و از مرز این شهرستان در حدود ۲۰ کیلومتر فاصله تا پایتخت ترکمنستان است. فاصلهٔ عشق‌آباد از مشهد ایران ۲۵۰ کیلومتر است.

### تقسیمات اداری

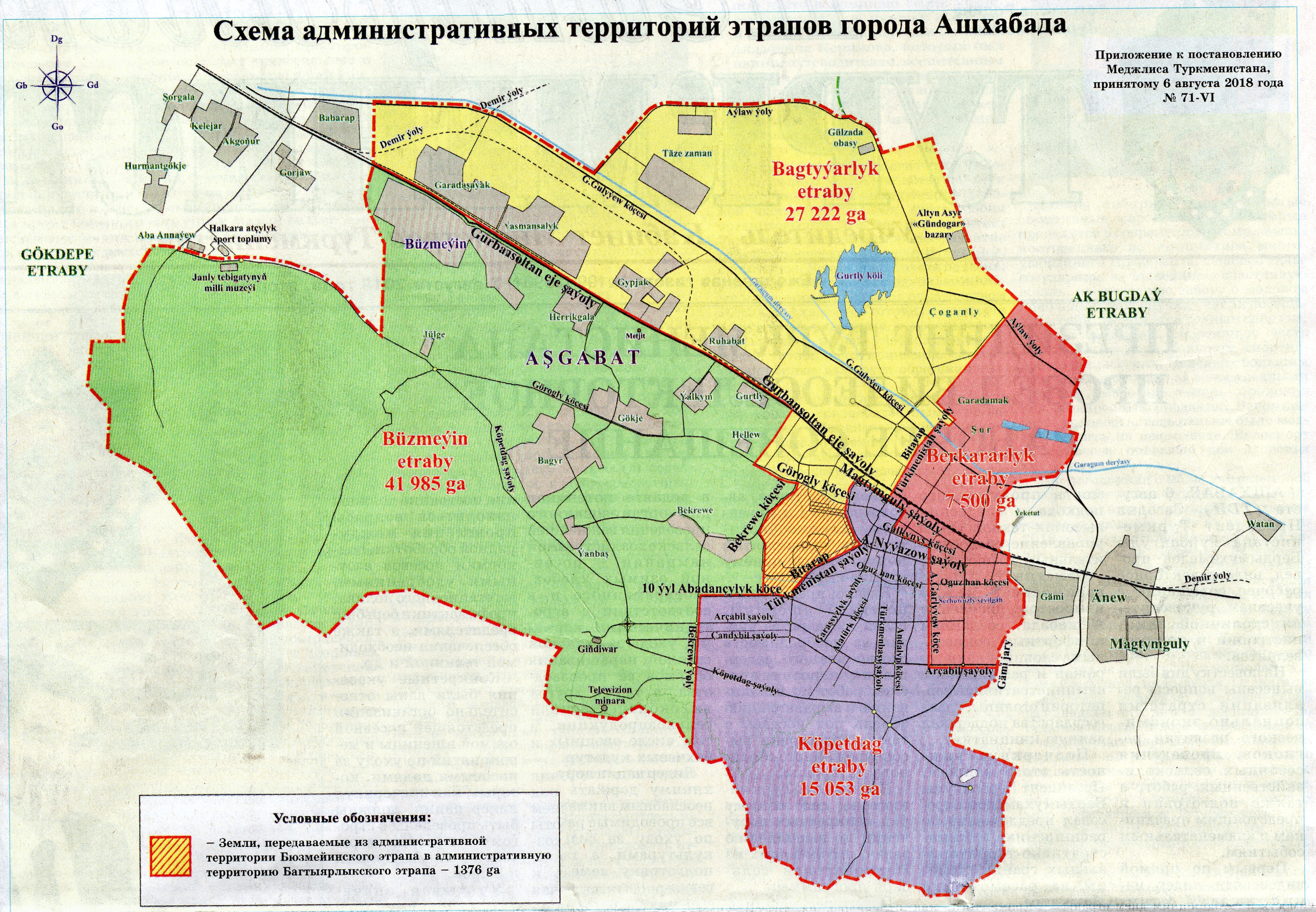
نقشه مناطق شهرداری شهر عشق‌آباد.

شهر عشق‌آباد، شامل ۴ شهرستان یا منطقه شهری است:
- شهرستان بزمین
- شهرستان بختیارلیق
- شهرستان برقرارلیق
- شهرستان کپه‌داغ

## معماری

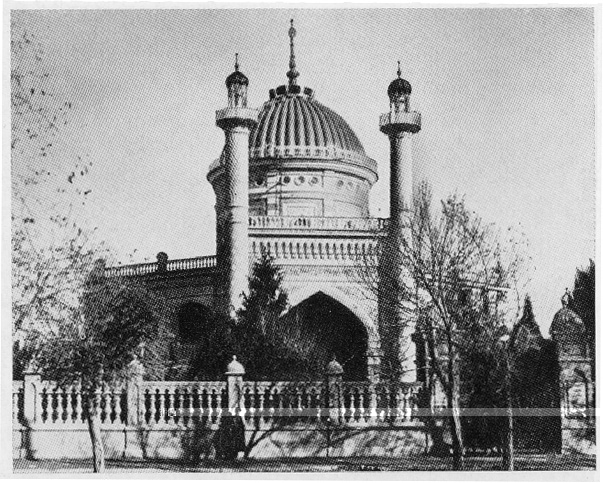
معبد پیروان بهایی در عشق‌آباد

### پس از ۱۹۹۱ میلادی
پس از بیرون‌روی از اتحاد جماهیر شوروی سوسیالیستی، تعداد زیادی ساختمان‌های مسکونی بلند در این شهر به‌وجود آمد. تکنیک‌های ساختمانی مدرن ساختمان‌های بلند اغلب ۱۲ را توسعه داد که نسبتاً در مقابل زلزله مقاوم هستند. ساختمان‌ها در اصل برج‌های مسکونی هستند که طبقهٔ اول عموماً به محل‌های خرید و خدماتی اختصاص داده شده‌است. بسیاری از این ساختمان‌ها از مرمر سفید ساخته شده‌اند. بنای یادبود بی‌طرفی یک بار پایین آورده شد و دوباره در جنوب پایتخت در همان شکل اولیه‌اش بر پا شد. برج ترکمنستان، که ۲۱۱ متر ارتفاع دارد، جدیدترین ساختمان در این کشور است.

## شهرها و شهرستانهای خواهرخوانده
عشق‌آباد با این شهرها خواهرخوانده است: 
- آتن، یونان
- البوکرکی، آمریکا
- ویرجینیای غربی، آمریکا
- آنکارا، ترکیه[۸]
- کی‌یف، اوکراین[۹][۱۰]
- باماکو، مالی
- توکیو، ژاپن
- تاشکند، ازبکستان
- دوشنبه، تاجیکستان
- لانژو، چین
- بیشکک، قرقیزستان
- بجنورد،ایران

## نگارخانه

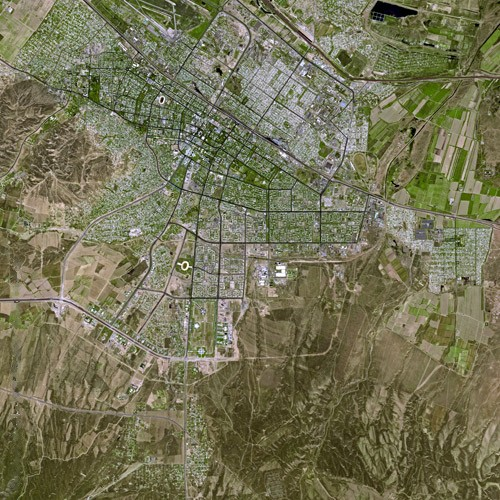
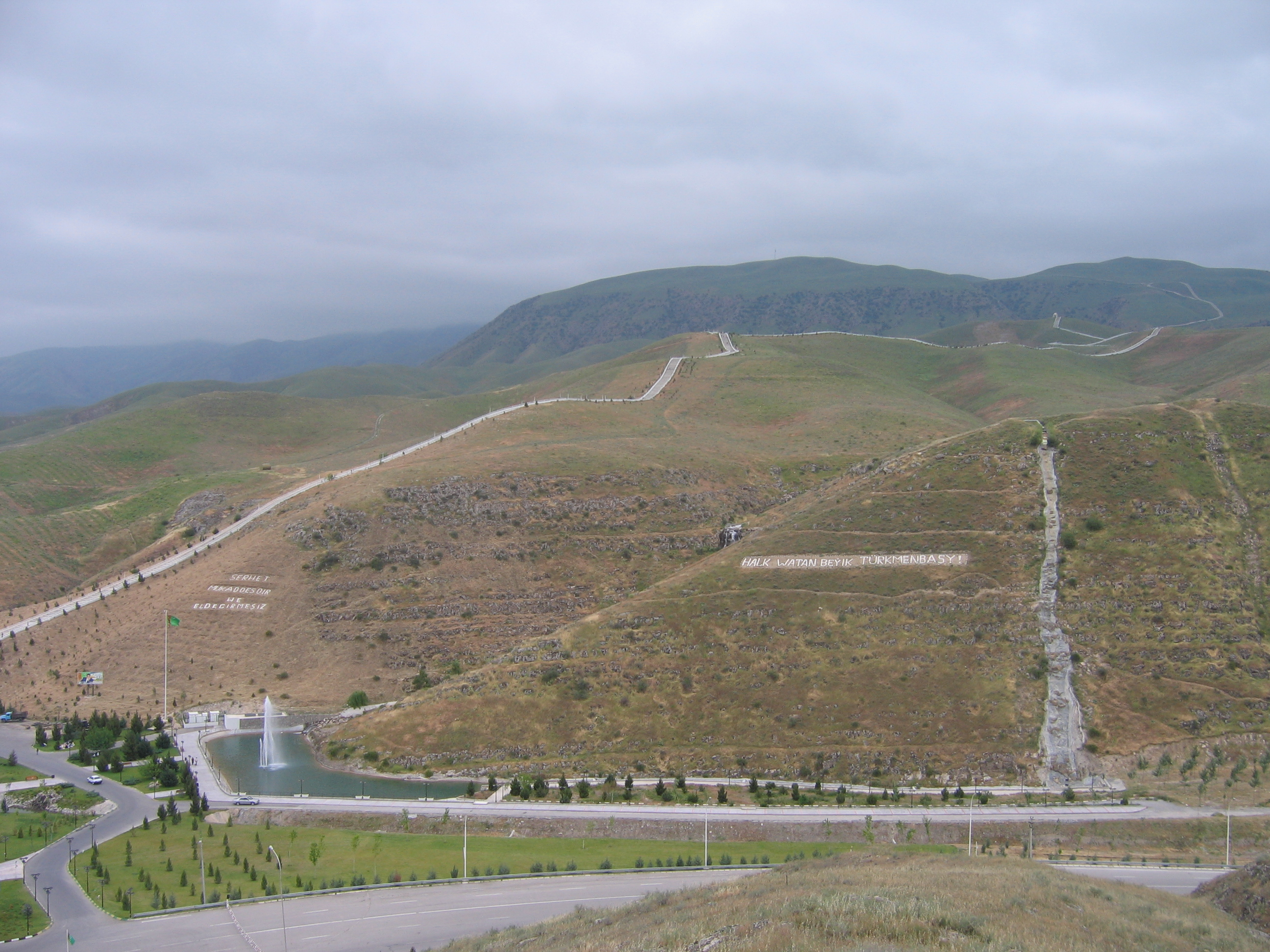
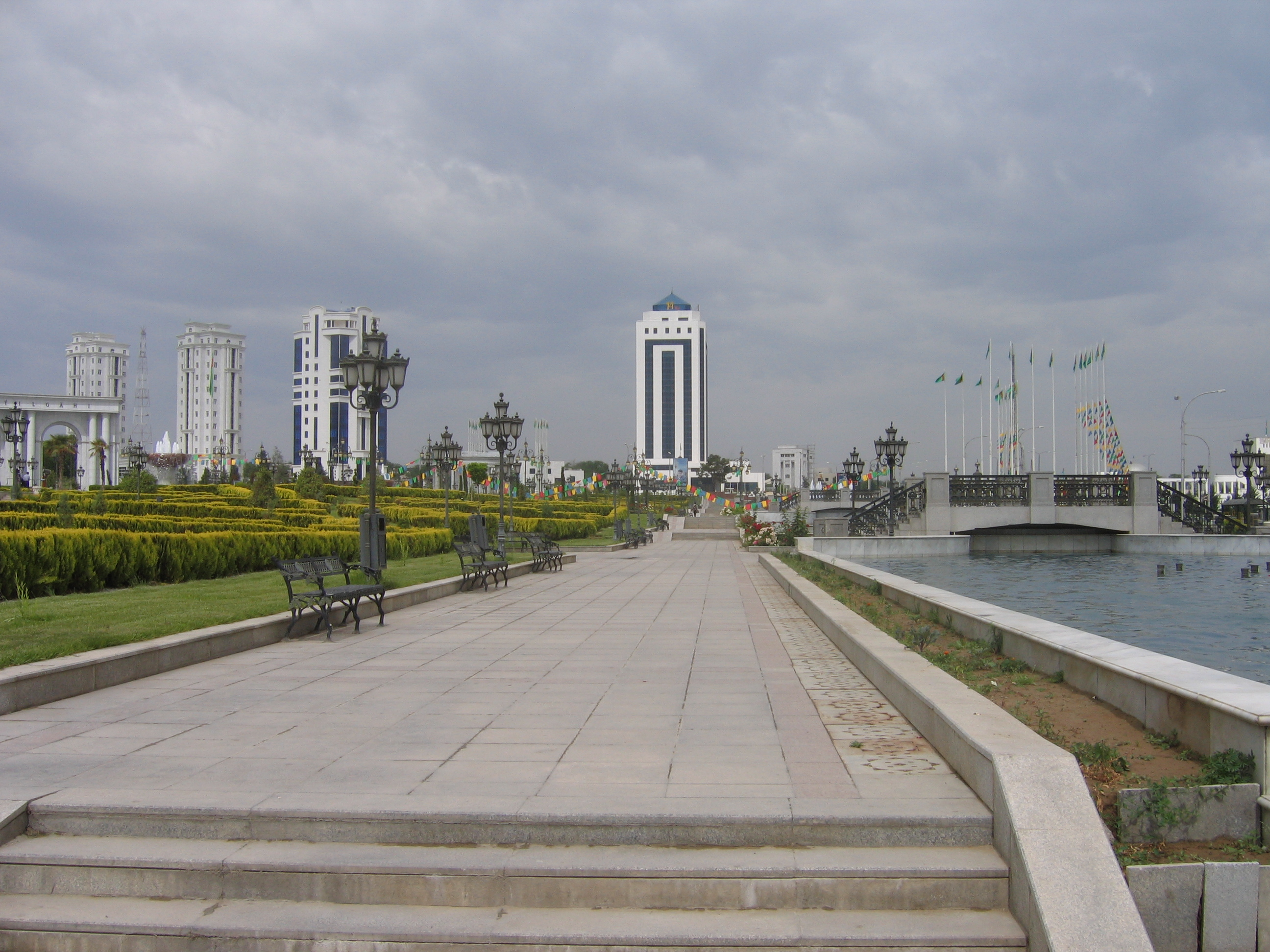
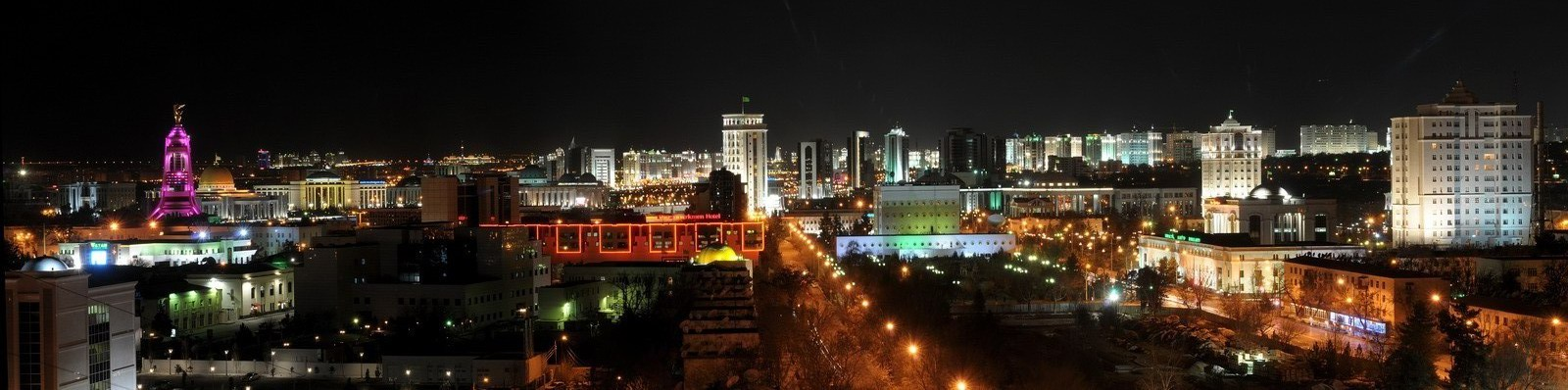

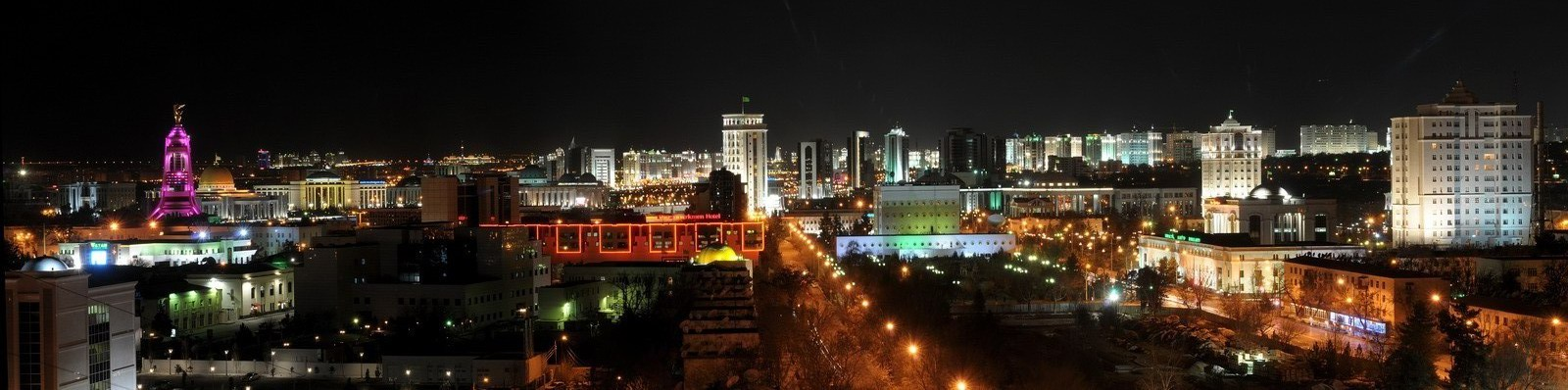
منظره‌ای از شهر عشق آباد